# Asadabad
Asadābād (farsi اسدآباد) è il capoluogo dello shahrestān di Asadabad, circoscrizione Centrale, nella provincia di Hamadan. Aveva, nel 2006, una popolazione di 51.304 abitanti. Si trova a ovest di Hamadan in una zona montagnosa, ai piedi del monte Alvand, ad un'altitudine di 1.850 m s.l.m.
Fu sui monti di Asadābād che iniziò a declinare la fortuna del Sultano 'Alā' al-Dīn Muhammad ll di Corasmia che nel 614 dell'Egira che recandosi col suo esercito da Hamadan (Ecbatana) a Baghdad, a quanto sembra per deporre il Principe dei Credenti, fu sorpreso dal gelo .Scrive 'Ala-ad-Din 'Ata- Malik Juvaini nella sua opera Ta'rikh-Jahan-Gusha (tradotta in italiano col titolo: Gengis- khan il conquistatore del mondo. Mondadori 1962):"Quando raggiunse Asadābād era ormai autunno inoltrato. Le avanguardie di Gennaio andarono all'assalto e colpirono con le loro spade, in forma di neve che scendeva come pioggia di frecce. Quella notte l'esercito del Sultano assisté al Giorno del Giudizio, e le lance del freddo e del vento, che nessuna corazza poteva respingere, gli fecero provate i terrori del gelo. Molte persone perirono nella neve e degli animali non rimase traccia alcuna.......omissis..necessariamente egli abbandonò quell'impresa
È nota per aver dato i natali a Jamal al-Din Asadabadi.